# Enocean
Enocean bezeichnet einen vor allem in der Überwachung und Steuerung von Haus- und Gebäudetechnik genutzten herstellerübergreifenden Standard für batterielose Funksensorik.
Er unterscheidet sich von anderen in der Gebäudeautomation genutzten Funksensorik-Systemen wie z. B. Z-Wave vor allem durch einen sehr niedrigen Energieverbrauch. Dieser unterstützt das Prinzip des Energy Harvesting, bei dem die Sensoren und Schalter überwiegend energieautark arbeiten und ihre Energie aus der unmittelbaren Umgebung beziehen (Bewegung, Licht, Temperaturdifferenzen). Der Enocean-Funk wurde 2012 im internationalen Standard ISO/IEC 14543-3-10 (Information technology – Home Electronic Systems (HES) – Part 3-10: Wireless Short-Packet (WSP) protocol optimized for energy harvesting – Architecture and lower layer protocols). geregelt. Der Initiator des Standards sowie Erfinder der Grundlagentechnologie und Halter von entsprechenden Patenten ist die 2001 gegründete EnOcean GmbH, Oberhaching, ein durch Wagniskapital finanziertes Spin-off der Siemens AG. Zur Fortentwicklung der Enocean-Technologie hat das Unternehmen zusammen mit Partnern aus der Gebäudebranche im April 2008 die Non-Profit-Organisation Enocean Alliance gegründet, ein Zusammenschluss von zwischenzeitlich mehr als 400 Unternehmen. Sitz der Enocean Alliance ist San Ramon, USA.
In Deutschland wird die Enocean-Technologie von einigen Anbietern von Einfamilienhäusern unter eigenen Markennamen vertrieben, u. a. als Weberlogic von Weberhaus und als Wohnen 2.0 von Viebrockhaus.
Bei der Verleihung der Smart Home Awards 2020 durch die SmartHome-Initiative Deutschland arbeiteten 7 der 12 Finalisten mit Enocean-Technologie.

## Technologie
Die Idee der Enocean-Technologie beruht darauf, dass für das Senden von kurzen Funksignalen nur geringe Mengen an Energie benötigt werden. Die Sender nutzten daher ursprünglich die Piezoelektrizität von Schaltern (Energy Harvesting), die Energie von Solarzellen oder Peltier-Elementen sowie die Bewegungsenergie mittels elektrodynamischer Energiewandler. Diese Energie reicht aus, um Sender batterielos und somit wartungsarm zu betreiben. In einigen Anwendungsfällen sind jedoch weder gute Lichtverhältnisse noch mechanische Betätigungen zu erwarten, sodass in seltenen Fällen auch Batterien als Energiequelle eingesetzt werden.

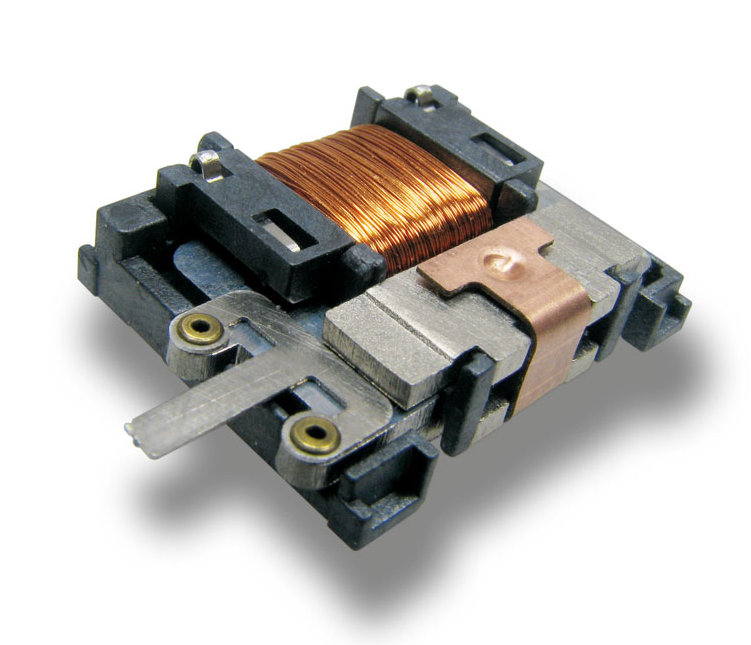
ECO 200 – Energiewandler für lineare Bewegung

 Das Funkprotokoll ist darauf ausgerichtet, Informationen energiearm mit hoher Zuverlässigkeit zu übertragen. Dafür werden in Europa die Frequenz 868,3 MHz (gemäß R&TTE-Spezifikation EN 300220), in Japan die Frequenz 928 MHz und in Nordamerika die Frequenz 902 MHz (ISO/IEC 14543-3-11) verwendet. Im März 2012 hat die International Electrotechnical Commission (IEC) mit ISO/IEC 14543-3-10 den Enocean-Funk als internationalen Standard ratifiziert. Der Standard umfasst die Schichten 1 bis 3 des OSI-Modells (Open Systems Interconnection), also den Physical, Data Link und Networking Layer. Der komplette Name des Standards ist: ISO/IEC 14543-3-10 Information Technology – Home Electronic Systems (HES) – Part 3-10: Wireless Short-Packet (WSP) Protocol optimized for Energy Harvesting – Architecture and Lower Layer Protocols. Die Funkreichweite liegt bei bis zu 300 m in freiem Gelände bzw. bis zu 30 m in Gebäuden und der Datendurchsatz beträgt 125 kbit/s.

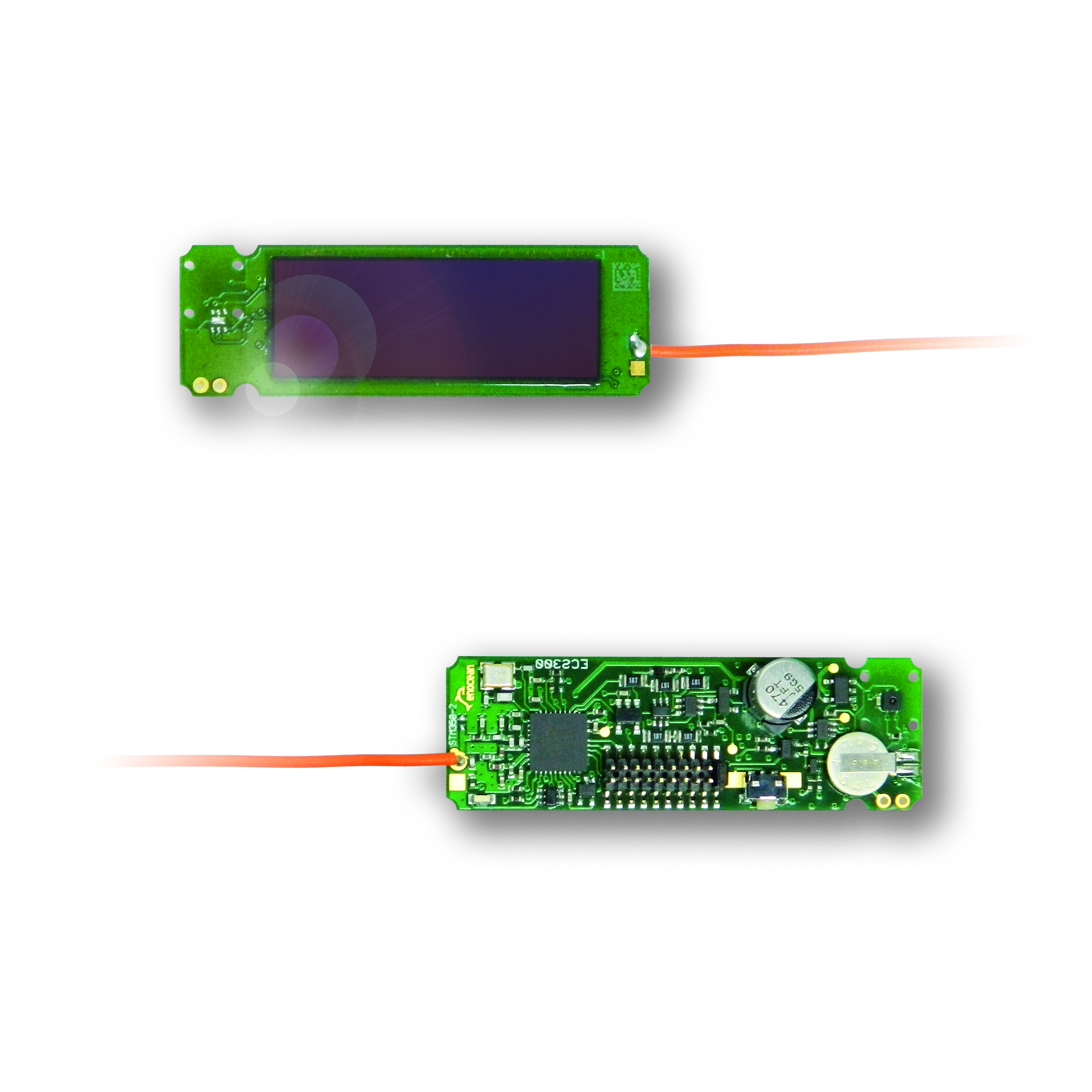
STM 350 mit Solarzelle – Energieautarkes Temperatur- und Feuchtesensormodul

Es existiert kein Mechanismus zur Vermeidung von Kollisionen; es wird versucht, diese durch die Beschränkung auf möglichst kleine und dadurch kurze Datenpakete gar nicht erst auftreten zu lassen. Zur Funkmodulation kommt die Amplitudenumtastung zum Einsatz, die sich elektronisch einfach und energiesparend umsetzen lässt.

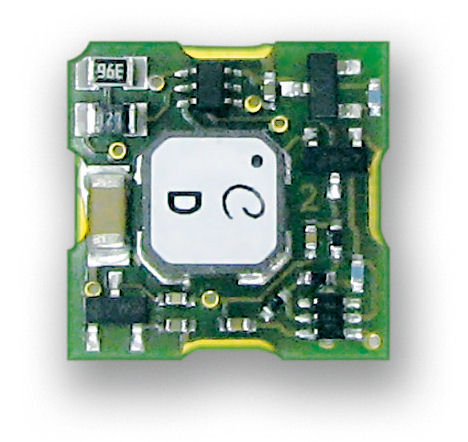
ECT 310 – Ultra-Low-Power-DC/DC-Wandler für Thermoenergie

Erweiterte Sicherheitskonzepte wie Verschlüsselung der Funkdaten und Rolling Code verhindern es, die Datenpakete von Enocean-Sendern unbemerkt abzugreifen. Zudem wird das Senden eines Datenpaketes von den originären Enocean-Komponenten nur unter Verwendung festgelegter 32 Bit großer IDs erlaubt, sodass die Manipulation eines Enocean-gestützten Systems von außen nur bedingt möglich ist. Einen Schutz gegen Signale einer eigenen Implementierung des relativ simplen Funkstandards gibt es jedoch nicht.
In Smart-Home-Anwendungen müssen beispielsweise bei älteren Produkten, die noch ohne Remote-Management-Funktionen auskommen, alle Lampen, die über eine Hausautomatisierungssoftware geschaltet werden sollen, neben dem normalen Schalter auch auf ein entsprechendes Gateway eingelernt werden.
Die Komponenten der Enocean-Plattform arbeiten bidirektional und bieten sowohl Sende- als auch Empfangsmöglichkeiten. Die Geräte werden in Sensoren (Schalter, Temperaturfühler, Bewegungsmelder, Helligkeitssensoren, digitale und analoge Eingänge etc.) und Aktoren (Relais, digitale und analoge Ausgänge, Dimmer etc.) eingeteilt.
Im Gegensatz zu manchen anderen Gebäudeautomatisierungstechnologien ist eine Bestätigung des Empfangs eines Datenpaketes in der Spezifikation vorgesehen. Mittlerweile sind auch kommerzielle Geräte verfügbar, die die Feststellung ermöglichen, ob ein Steuerbefehl erfolgreich ausgeführt wurde.

## Produkte
Enocean ist Entwicklungspartner und Zulieferer von energieautarken Funkmodulen (Sende-, Empfangs-, Transceivermodule und Energiewandler) für über 350 Produkthersteller, die Endprodukte und Systeme für die Digitalisierung von Gebäuden und Gebäude-Dienstleistungen, die Gebäudeautomation (Licht, Beschattung, Heizung/Klima/Lüftung), die Industrieautomatisierung sowie für andere Anwendungsfelder wie Smart Home, Transport und Logistik entwickeln und fertigen. Inzwischen bietet die EnOcean GmbH auch energieautarke Funklösungen für Bluetooth Low Energy und Zigbee PRO Green Power an.
Zu den wichtigsten Partnern zählen Unternehmen wie Microsoft, IBM, T-Systems, Siemens, Eltako Electronics, Jäger Direkt, Digital Concepts, Zumtobel, Omnio, Wieland Electric, Peha (Honeywell-Gruppe), Somfy, Thermokon Sensortechnik, WAGO, Kieback&Peter, Texas Instruments, ABB sowie Casambi, Fulham, Xicato, Wirepas, WiSilica, WiZ Connected, Helvar und Aruba. Zudem Signify (ehemals Philips Lighting) und die Friends-of-Hue-Partner für smarte Schalter Busch-Jaeger (ABB), Feller, Illumra, Niko, Vimar, TCS und Senic.

## Hausautomatisierungs-Software mit Enocean-Unterstützung
Verbreitete Hausautomatisierungssoftware auf Enocean-Basis sind die Systeme MyHomeControl von der BootUp GmbH, Remigen, Schweiz sowie das auch in verschiedenen OEM-Varianten (u. a. Eltako GVS und OPUS Vitoo) angebotene BSC-BoSe von der BSC Computer GmbH, Allendorf (Eder). Darüber hinaus ermöglicht Jäger Direkt mit seinem OPUS Smart Home Gateway (auf Basis des Smart EnOcean Gateway von Digital Concepts) die Anbindung Enocean-basierter Geräte an Apple HomeKit. Ferner unterstützen die unter einer GPL-Lizenz verfügbaren Software-Projekte FHEM und Ago Control das Enocean-Protokoll.

## Auszeichnungen
Im Juni 2002 wurde das Unternehmen mit dem Bayerischen Innovationspreis 2002 für seine Technologie ausgezeichnet, zuletzt auch als Technology Pioneer 2006 des Weltwirtschaftsforums (WEF) und im Januar 2007 mit dem Gütesiegel TopJob als Top-Arbeitgeber.